# Arthur Holmwood
Arthur Holmwood, devenu Lord Godalming est un des personnages centraux du roman Dracula de Bram Stoker, aux côtés de Abraham Van Helsing, Jonathan et Mina Harker, John Seward et Quincey Morris.
Il est l'époux de Lucy Westenra, vampirisée par le comte Dracula. Après la mort de son épouse, Holmwood décide de la venger en participant à la poursuite du comte maléfique, qui meurt dans les neiges de la Transylvanie, tué par Quincey Morris. 

## Interprétations au cinéma
Cette liste n'est pas exhaustive.
- Michael Gough dans Le Cauchemar de Dracula (1959) de Terence Fisher
- Simon Ward dans  Dracula et ses femmes vampires (1974) de Dan Curtis
- Cary Elwes dans Dracula (1992) de Francis Ford Coppola